# Benjamin Rosenbaum
Benjamin Rosenbaum (ur. 23 sierpnia 1969 w Nowym Jorku) – amerykański autor fantastyki. Jego opowiadania były nominowane do nagród: Hugo, Nebula, Theodore Sturgeon Award, Nagroda BSFA, i World Fantasy. W 2005 roku jego opowiadanie „Falling” (Upadek swobodny) zostało zamieszczone w prestiżowym czasopiśmie naukowym Nature.
Z zawodu jest programistą komputerowym, ale ukończył również studia religioznawcze na Uniwersytecie Browna. Obecnie mieszka w Bazylei, w Szwajcarii, wraz z żoną Esther i dwojgiem dzieci. W USA pracował nad oprogramowaniem dla National Science Foundation, zarządu miasta Waszyngton, a także był założycielem firmy Digital Addiction, która stworzyła grę sieciową Sanctum.
Jego utwory są dostępne w internecie na licencji Creative Commons.

## Publikacje
- Prawdziwe Imiona (True names, 2009) − mikropowieść napisana wspólnie z Corym Doctorowem, nominowana do nagrody Hugo i do nagrody Locusa[2]
- Anthroptic (2007) przy współpracy z grafikiem Ethanem Hamem
- A Siege of Cranes (2006) nominowana do nagrody World Fantasy
- Embracing-the-New (2004) nominowana do Nebuli w kategorii krótkie opowiadania
- Biographical Notes to 'A Discourse on the Nature of Causality, with Air-Planes', by Benjamin Rosenbaum (2004) nominowana do Hugo w kategorii nowela
- Start the Clock (2004) nominowana do Nagrody im. Theodore’a Sturgeona
- Dom za waszym niebem (The House Beyond Your Sky, 2006) nominowana do Nagrody BSFA i Hugo. Wydanie polskie (2009) Nowa Fantastyka 1 (316), przekład: Adam Wicher
- Upadek swobodny (Falling, 2005) − wydanie polskie (2011)[3].